# 爱德华一世 (巴尔伯爵)
巴尔伯爵爱德华一世（德語：Eduard I, Graf von Bar，—1336年），1302年—1336年在位。因其本人即位时父母均已亡故，由其叔父皮塞的约翰、列日主教西奥巴特、梅斯主教林纳德摄政。1308年随洛林公爵腓特烈四世作战。1310年迎娶勃艮第公爵罗伯特二世之女玛丽并亲政。后从皮塞的约翰购得斯特奈。1313年在与洛林公爵腓特烈四世作战中被俘，直至1314年因赎获释。1323年于大穆瓦约夫尔建造液压锻造厂。1324年与洛林公爵腓特烈四世、波希米亚国王约翰一世、特里尔主教卢森堡的鲍德温一同参见梅斯战役，巴尔公爵爱德华一世要求补偿他与凡尔登主教阿斯普勒蒙的亨利四世作战时驻守梅斯的损失。1336年逝世于塞浦路斯岛阿莫霍斯托斯。与妻子勃艮第公爵罗伯特二世之女玛丽育有三名子女：
- 巴尔伯爵亨利四世[2]，1336年—1344年在位
- 埃莉诺（逝于1332年），1330年嫁予洛林公爵鲁道夫
- 碧翠丝，嫁予曼托瓦领主圭多·贡扎加